# Capela Nossa Senhora da Cabeça (Rio de Janeiro)
A Capela Nossa Senhora da Cabeça é um dos templos religiosos mais antigos do Rio de Janeiro (cidade) que manteve sua configuração original.
A capela Nossa Senhora da Cabeça, localiza-se no terreno da casa Maternal Mello Mattos, na encosta do Jardim Botânico da cidade do Rio de Janeiro. Construída provavelmente entre 1603 e 1607, situava-se dentro dos terrenos do antigo Engenho d’El Rey.
É um patrimônio cultural nacional, tombado pelo Instituto do Patrimônio Histórico e Artístico Nacional (IPHAN), na data de 13 de agosto de 1965, sob o processo de nº 632-T-1961. E seu tombamento municipal em fase provisória, pelo Instituto Rio Patrimônio da Humanidade (IRPH), na data de 13 de agosto de 2004, sob o Decreto de nº 24.525 

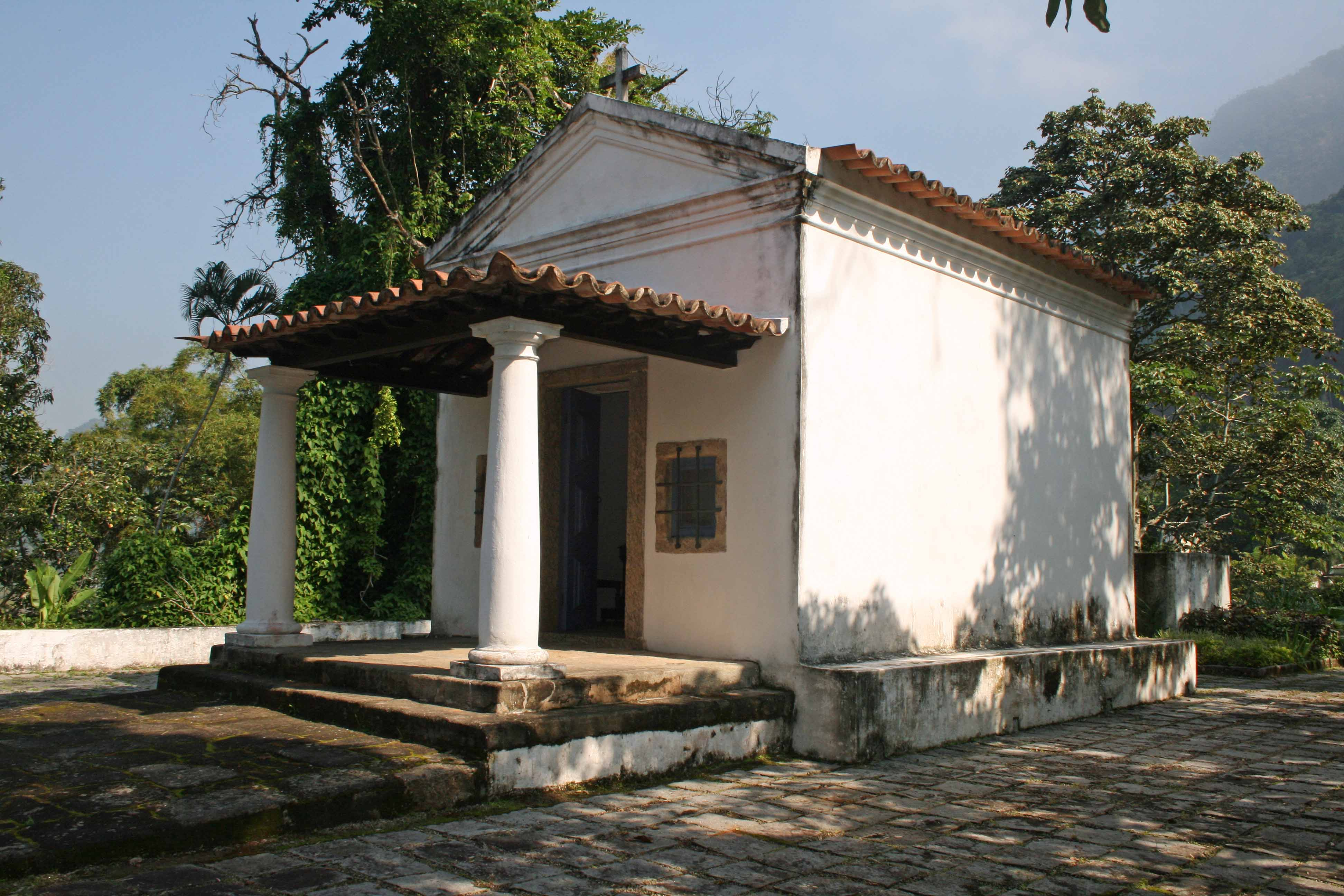
Fachada da Capela

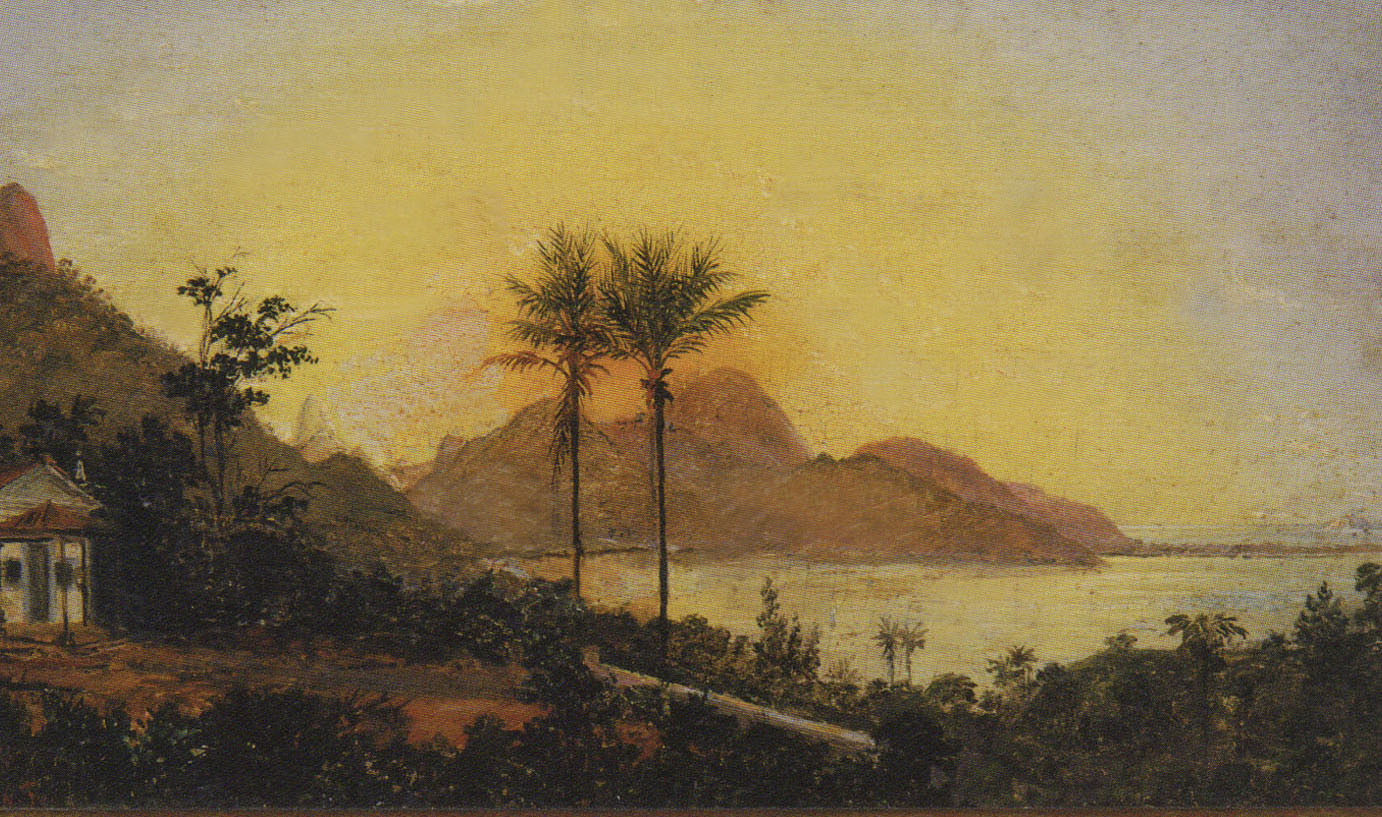
Pintura de Nicolau Antonio Facchinetti, de 1879, com a capela e a Lagoa Rodrigo de Freitas ao fundo.

## História
Por ordem da metrópole foi construída entre 1576-1577 a fábrica de açúcar nas proximidades da Lagoa de Sacopenapan (Atual Lagoa Rodrigo de Freitas) a qual recebeu o nome de Engenho d’El Rei. A Capela foi erguida junto a casa grande da fábrica de açúcar do Engenho. A construção das capelas tornou-se comum no programa de necessidades das fazendas e chácaras de proprietários com situação econômica favorável. Já que no Brasil colonial a maior parte da população residia em fazendas e chácaras, as quais se encontrava distantes do centro urbano e do fundamental papel da igreja.
O Engenho d’EI Rei seguia esse padrão, a capela foi erguida próxima a casa grande, dedicada a Nossa Senhora da Cabeça. O culto a Virgem da Cabeça foi iniciado pelo governador Martim Correia, tendo sido a família Correia de Sá a responsável pela vinda, de Portugal, da imagem e da devoção a Nossa Senhora da Cabeça.

## Arquitetura
A Capela Nossa Senhora da Cabeça é composta por uma fachada simples com Frontão triangular e ombreiras de cantaria, com duas janelas gradeadas e uma porta almofadada de madeira. O acesso a Capela é precedido do alpendre, com telhado apoiado sobre duas colunetas de estilo toscano. Internamente possui apenas um cômodo pavimentado com lajotas de barro coberto por abobada de berço feita em alvenaria. Possui um altar de madeira com veios policromados datado no século XVIII. Através de levantamentos históricos e iconográficos foi possível perceber as modificações ocorridas na edificação como seguindo a arqueóloga Jackeline de Macedo.
- Alteração na fachada posterior, com a retirada do cômodo sacristia;
- Desaparecimento da torre sineira construída separada do corpo da capela, próxima a escada principal de acesso;
- Diferentes tipos de pisos no seu interior;
- Substituídas às colunas de ferro do copiar por colunas toscanas e alterações no Altar, a colocação do retábulo em madeira.

### A Obra de Restauração
A Obra Social do Rio de Janeiro em parceria com a SEDREPAHC, atual SUBPC, e patrocínio do Instituto Vivo realizou as obras de restauração da Capela de N.S. da Cabeça. Estas foram iniciadas em 2005 com a s prospecções arqueológicas que tiveram como objetivo compreender as modificações ocorridas na edificação, as transformações em suas feições originais, alterações de níveis de pisos, técnicas e materiais construtivos empregados na sua construção e intervenções posteriores. Vestígios de louça, vidro, e outros materiais remanescentes do período em que funcionava ali a antiga fazenda e engenho, nos séculos VII, VIII e XIX foram encontrados na lateral da murada à direita da capela. Camada de areia e pedras, com arrumação que sugere a localização da antiga torre foi encontrada junto à descida da escada no adro.